# بطولة مجلس الكريكت الآسيوي للسيدات العشرين20 2011
بطولة مجلس الكريكت الآسيوي للسيدات العشرين20 2011 (بالإنجليزية: 2011 ACC Women's Twenty20 Championship) في لعبة الكريكت العشرين هي بطولة دولية للسيدات في لعبة الكريكت أقيمت في الكويت في الفترة من 18 إلى 25 فبراير 2011. وقد نظمها مجلس الكريكت الآسيوي.
شاركت عشرة فرق في البطولة، بانخفاض عن اثني عشر فريقًا في النسخة السابقة في عام 2009. وكانت إيران وقطر هما الفريقان اللذان لم يعودا. تم تقسيم الفرق العشرة إلى مجموعات من خمسة فرق، تصدرت إحداها الصين والأخرى نيبال. هزمت الصين تايلاند في نصف النهائي الأول، لكن نيبال هُزمت من قبل هونغ كونغ في النصف الآخر. واصلت هونغ كونغ أيضًا هزيمة الصين في النهائي، وفازت بلقبها الثاني على التوالي.
كان من المقرر أن يشارك منتخب أفغانستان للكريكت للسيدات لأول مرة في البطولة، لكنه اضطر إلى الانسحاب قبل السفر إلى الكويت بسبب وجود عناصر في أفغانستان تعارض مشاركة المرأة في الرياضة.

## دور المجموعات

### المجموعة أ
| الفريق                | لعب | ف | خ | ل.ن | نقاط | م.ص.ج  |
| --------------------- | --- | - | - | --- | ---- | ------ |
| الصين                 | 4   | 4 | 0 | 0   | 8    | +3.518 |
| هونغ كونغ             | 4   | 3 | 1 | 0   | 6    | +4.634 |
| سنغافورة              | 4   | 2 | 2 | 0   | 4    | –1.233 |
| بوتان                 | 4   | 1 | 3 | 0   | 2    | –2.191 |
| عمان                  | 4   | 0 | 4 | 0   | 0    | –5.638 |
| المصدر: أرشيف الكريكت |     |   |   |     |      |        |

| سنغافورة فازت بـ 10 ويكيت مدينة الكويت الترفيهية، مدينة الكويت رجل المباراة: ديفيا جي كيه (سنغافورة) |

| الصين فازت بـ 13 ركضة شركة نفط الكويت الحبارة الأرضية، مدينة الكويت رجل المباراة: تشانغ مي (الصين) |

| الصين فازت بـ 5 ويكيت مدينة الكويت الترفيهية، مدينة الكويت رجل المباراة: يو مياو (الصين) |

| هونغ كونغ فازت بـ 133 ركضة شركة نفط الكويت الحبارة الأرضية، مدينة الكويت رجل المباراة: نيشا برات (هونغ كونغ) |

| هونغ كونغ فازت بـ 9 ويكيت شركة نفط الكويت الحبارة الأرضية، مدينة الكويت رجل المباراة: كينو غيل (هونغ كونغ) |

| سنغافورة فازت بـ 10 ويكيت شركة نفط الكويت الحبارة الأرضية، مدينة الكويت رجل المباراة: فريتي سيتي (سنغافورة) |

| الصين فازت بـ 10 ويكيت مدينة الكويت الترفيهية، مدينة الكويت رجل المباراة: وانغ مينغ (الصين) |

| هونغ كونغ فازت بـ 128 ركضة شركة نفط الكويت الحبارة الأرضية، مدينة الكويت رجل المباراة: كوني وونغ (هونغ كونغ) |

| بوتان فازت بـ 62 ركضة شركة نفط الكويت الحبارة الأرضية، مدينة الكويت رجل المباراة: ديشن وانغمو (بوتان) |

| الصين فازت بـ 69 ركضة شركة نفط الكويت الحبارة الأرضية، مدينة الكويت رجل المباراة: يو مياو (الصين) |

### المجموعة ب
| الفريق                   | لعب | ف | خ | ل.ن | نقاط | م.ص.ج  |
| ------------------------ | --- | - | - | --- | ---- | ------ |
| نيبال                    | 4   | 4 | 0 | 0   | 8    | +1.808 |
| تايلاند                  | 4   | 3 | 1 | 0   | 6    | +1.563 |
| ماليزيا                  | 4   | 1 | 3 | 0   | 2    | –0.575 |
| الكويت                   | 4   | 1 | 3 | 0   | 2    | –1.112 |
| الإمارات العربية المتحدة | 4   | 1 | 3 | 0   | 2    | –2.556 |
| المصدر: أرشيف الكريكت    |     |   |   |     |      |        |

| الكويت فازت بـ 6 ويكيت شركة نفط الكويت الحبارة الأرضية، مدينة الكويت رجل المباراة: أنيسا دي سيلفا (الكويت) |

| نيبال فازت بـ 21 ركضة مدينة الكويت الترفيهية، مدينة الكويت رجل المباراة: جاناكي بهات (نيبال) |

| تايلاند فازت بـ 10 ويكيت شركة نفط الكويت الحبارة الأرضية، مدينة الكويت رجل المباراة: بونداريكا براثانمير (تايلاند) |

| نيبال فازت بـ 8 ويكيت مدينة الكويت الترفيهية، مدينة الكويت رجل المباراة: راشمي شارما (نيبال) |

| نيبال فازت بـ 47 ركضة مدينة الكويت الترفيهية، مدينة الكويت رجل المباراة: كارونا بهانداري (نيبال) |

| تايلاند فازت بـ 6 ويكيت مدينة الكويت الترفيهية، مدينة الكويت رجل المباراة: ناتايا بوتشاثام (تايلاند) |

| الإمارات فازت بـ 5 ركضات مدينة الكويت الترفيهية، مدينة الكويت رجل المباراة: شارفي بهات (الإمارات) |

| نيبال فازت بـ 9 ويكيت شركة نفط الكويت الحبارة الأرضية، مدينة الكويت رجل المباراة: روبينـا تشيتري (نيبال) |

| ماليزيا فازت بـ 8 ويكيت مدينة الكويت الترفيهية، مدينة الكويت رجل المباراة: إيميليا رحيم (ماليزيا) |

| تايلاند فازت بـ 8 ويكيت مدينة الكويت الترفيهية، مدينة الكويت رجل المباراة: ناتايا بوتشاثام (تايلاند) |

## الإقصائيات

### نصف النهائي
| الصين فازت بـ 53 ركضة شركة نفط الكويت الحبارة الأرضية، مدينة الكويت رجل المباراة: وانغ مينغ (الصين) |

| هونغ كونغ فازت بـ 9 ويكيت مدينة الكويت الترفيهية، مدينة الكويت رجل المباراة: كوني وونغ (هونغ كونغ) |

### النهائي
| هونغ كونغ فازت بـ 3 ويكيت مدينة الكويت الترفيهية، مدينة الكويت رجل المباراة: نيشا برات (هونغ كونغ) |

## مباريات تحديد المستوى

### مباراة تحديد المركز الثالث
| تايلاند فازت بـ 13 ركضة مدينة الكويت الترفيهية، مدينة الكويت رجل المباراة: نانتانت كونشان (تايلاند) |

### مباراة تحديد المركز الخامس
| ماليزيا فازت بـ 1 ويكيت شركة نفط الكويت الحبارة الأرضية، مدينة الكويت رجل المباراة: نورليدا حميد (ماليزيا) |

### مباراة تحديد المركز السابع
| الكويت فازت بـ 5 ويكيت مدينة الكويت الترفيهية، مدينة الكويت رجل المباراة: خنسا عرفان (الكويت) |

### مباراة تحديد المركز التاسع
| الإمارات فازت بـ 35 ركضة مدينة الكويت الترفيهية، مدينة الكويت رجل المباراة: شروتي باندي (الإمارات) |

## الإحصائيات

### أكثر الركضات
يتم تضمين أفضل خمسة لاعبين في هذا الجدول، مرتبين حسب عدد النقاط المسجلة ثم حسب متوسط الضربات.
| اللاعب      | الفريق                   | الركضات | الأدوار | المعدل | الأعلى | مئوية (100) | خمسين (50) |
| ----------- | ------------------------ | ------- | ------- | ------ | ------ | ----------- | ---------- |
| نيشا برات   | هونغ كونغ                | 220     | 5       | 73.33  | 88*    | 0           | 2          |
| شروتي باندي | الإمارات العربية المتحدة | 136     | 5       | 68.00  | 42     | 0           | 0          |
| كينو غيل    | هونغ كونغ                | 134     | 6       | 26.80  | 58*    | 0           | 1          |
| كوني وونغ   | هونغ كونغ                | 133     | 5       | 66.50  | 60*    | 0           | 1          |
| هوانغ زو    | الصين                    | 120     | 5       | 40.00  | 40*    | 0           | 0          |

المصدر: أرشيف الكريكت

### أكثر الويكيتات
يتم سرد أفضل خمسة لاعبين في هذا الجدول، مرتبين حسب عدد الويكات التي حصلوا عليها ثم حسب متوسط الرمي.
| اللاعب               | الفريق    | أوفرز | ويكيت | معدل  | معدل الضرب | إيكو | ب ب آ |
| -------------------- | --------- | ----- | ----- | ----- | ---------- | ---- | ----- |
| كارونا بهانداري      | نيبال     | 20.5  | 14    | 4.85  | 8.92       | 3.26 | 5/12  |
| فيجينيسواري باسوباثي | سنغافورة  | 19.0  | 10    | 10.00 | 11.40      | 5.26 | 4/21  |
| ناثاكان تشانثام      | تايلاند   | 22.3  | 9     | 11.44 | 15.00      | 4.57 | 2/17  |
| تشان ساو هار         | هونغ كونغ | 18.0  | 8     | 8.37  | 13.50      | 3.72 | 5/3   |
| وانغ مينغ            | الصين     | 23.0  | 7     | 8.85  | 19.71      | 2.69 | 3/2   |

المصدر: أرشيف الكريكت

## الترتيب النهائي
| الترتيب | الفريق                   |
| ------- | ------------------------ |
| 1       | هونغ كونغ                |
| 2       | الصين                    |
| 3       | تايلاند                  |
| 4       | نيبال                    |
| 5       | ماليزيا                  |
| 6       | سنغافورة                 |
| 7       | الكويت                   |
| 8       | بوتان                    |
| 9       | الإمارات العربية المتحدة |
| 10      | عمان                     |